# 中央経済会議
中央経済会議（ちゅうおうけいざいかいぎ）は、1937年6月、第1次近衛内閣のもとで創設された内閣総理大臣の諮問機関である。

## 概要
中央経済会議官制（昭和12年7月1日勅令第295号）に基づき設置された。中央経済会議の目的は、内閣総理大臣の諮問に応じて内地・外地間の経済政策ならびにその実施基本案を調査審議することである。
議長は内閣総理大臣であり、副議長は企画院総裁であり、幹事長は企画院次長であり、議員には内閣総理大臣の奏請によって学識経験者から任命される議員と関係各庁の勅任官から任命される臨時議員とがある。
当初、議員に任命されたのは、八田嘉明、有賀光賀、酒井忠正、津田信吾、津島寿一、石黒忠篤、藤原銀次郎、大蔵公望、松本健次郎、野口遵、児玉謙次、安川雄之助、鮎川義介、松江春次、加藤恭平、村田省蔵、古川俊之助および小林一三である。
昭和13年2月19日勅令第85号により廃止された。